# Melampus floridanus
Melampus floridanus is een slakkensoort uit de familie van de Ellobiidae. De wetenschappelijke naam van de soort is voor het eerst geldig gepubliceerd in 1856 door Pfeiffer.